# Schelle (Klangkörper)

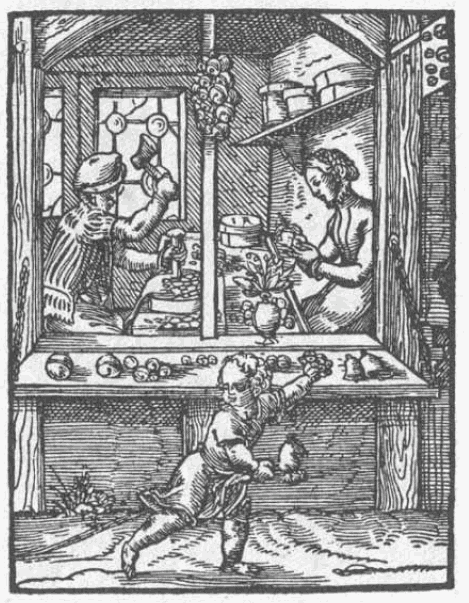
Schellenmacher um 1568

Eine Schelle ist eine kleine Gefäßrassel mit in einem Metallgefäß eingeschlossenen Rasselkörpern, die beim Schütteln ein helles Geräusch hervorbringen.
Nach der Hornbostel-Sachs-Systematik gehören Schellen zu den mittelbar geschlagenen Idiophonen (Schüttelidiophonen). Regional umgangssprachlich und in Österreich werden unter Schellen kleine Glocken mit Klöppel, also unmittelbar geschlagene Idiophone (Aufschlaggefäße) verstanden, wie sie etwa als Kuhglocken am Hals von Tieren hängen oder als Requisiten und Lärminstrumente bei Prozessionen dienen. Als Bestandteil von Rahmentrommeln und Schellenringen sind mit Schellen Zimbeln, paarweise gegeneinander schlagende Metallplättchen (Gegenschlagidiophone) gemeint. Bei christlichen Prozessionen wird eine Tintinnabulum genannte Klöppelglocke getragen.
Schellen (Glöckchen oder Rasseln) wurden als Schmuck an Plattenpanzern, Wehrgehängen und für Schlittengeläute gebraucht. Auch als Kleiderzierrat werden Schellen verwendet, beispielsweise bei der Schellentracht und auch bei einigen Figuren der alemannischen Fastnacht. Zahlreiche kleinere Schellen schmücken auch den hauptsächlich von Karnevalsvereinen oder in der Militärmusik verwendeten Schellenbaum.
Öffentliche Mitteilungen wurden in Deutschland früher von einem Gemeindediener mit Hilfe einer Ortsschelle (Handglocke) bekanntgegeben. Teilweise bis in die erste Hälfte des 20. Jahrhunderts ging ein solcher Schellenmann die Glocke läutend durch die Straßen und verlas die amtlichen Bekanntmachungen zusätzlich zum öffentlichen Aushang an den Amtsgebäuden. Manche der nachfolgend durch die Post zugestellten amtlichen Mitteilungsblätter der Gemeinden oder Stadtteilzeitungen heißen „Ortsschelle“.

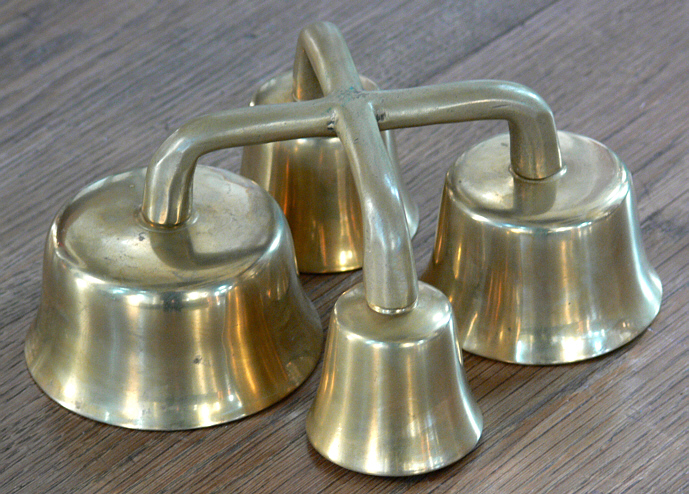
Altarschellen zum Gebrauch in der Heiligen Messe

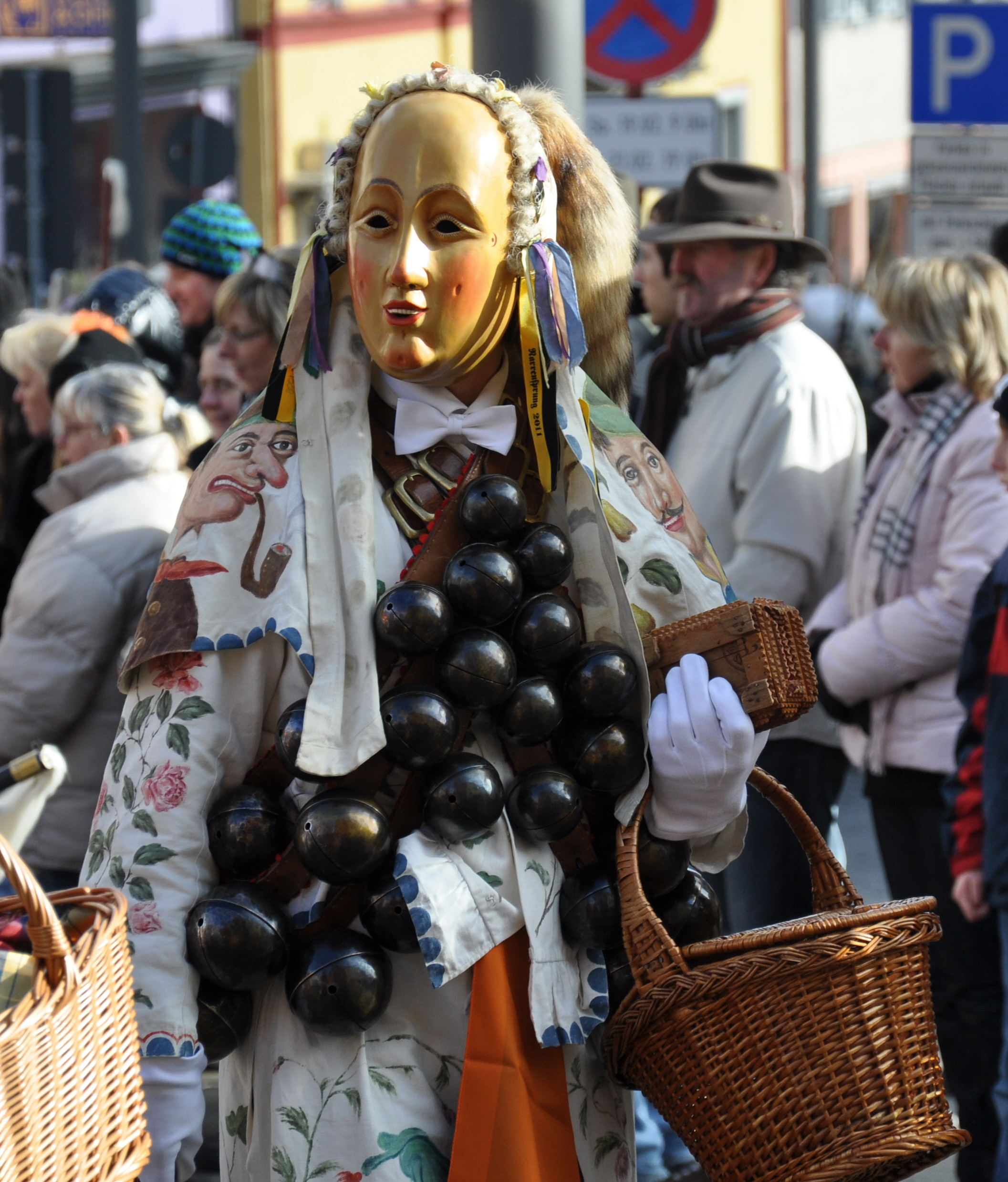
Gschell-Narr bei der Rottweiler Fasnet

Das Tintinnabulum wird aus hart geschlagenem Messing- oder Silberblech geformt oder aus Glockenmetall gegossen. In der Liturgie des Römischen Ritus läuten Ministranten zu bestimmten Anlässen im Gottesdienst mit den Altarschellen (auch nur „Schellen“ genannt): zur Wandlung in der Heiligen Messe und bei der Erteilung des sakramentalen Segens. In früheren Jahren ging in ländlichen Gebieten bei einem Versehgang der Priester in Begleitung eines Ministranten in Chorkleidung zum Haus des Kranken, der Ministrant trug ein Licht und eine kleine Schelle, um Entgegenkommende auf die Gegenwart des Allerheiligsten aufmerksam zu machen.
Dieser Verwendung entspricht in den katholischen und autokephalen Gottesdiensten des antiochenischen Ritus das mit Glöckchen besetzte Rhipidion, das hier bei jeder Messe die wichtigsten Augenblicke visuell und akustisch hervorhebt.
In Indien werden Fußschellen Ghungru bei Volkstänzen und klassischen Tänzen zur Betonung des Rhythmus verwendet.